# Radio Nacional Neuquén
Radio Nacional Neuquén es una emisora radial argentina afiliada a Radio Nacional Argentina, que transmite en 103.3 MHz por FM desde la Ciudad de Neuquén.
La estación radial inició sus operaciones en agosto de 2011 en forma experimental (retransmitiendo toda la programación de Radio Nacional Buenos Aires, cabecera de Radio Nacional Argentina), aunque recién empezó a emitir en forma regular en 2012 (como estación de categoría D) tras ser autorizado por la Autoridad Federal de Servicios de Comunicación Audiovisual la instalación de una repetidora (ocurrido el día 7 de diciembre de 2011).
El 16 de marzo de 2015, la emisora fue formalmente inaugurada, aunque oficialmente fue el 10 de abril.